# Charles Q. Brown Jr.
Charles Quinton Brown Jr., detto CQ (San Antonio, 1962), è un ex generale statunitense, Chairman of the Joint Chiefs of Staff dall'ottobre 2023 al febbraio 2025; è il primo afro-americano ad essere stato nominato Chief of Staff of the United States Air Force ed il primo afro-americano a guidare una qualsiasi branca delle Forze armate degli Stati Uniti, ha rilevato il comando della United States Air Force dal generale David L. Goldfein che ha servito come Chief of Staff of the United States Air Force sin dal 2016 in una cerimonia alla Andrews Air Force Base il 6 agosto 2020.
Tra i suoi precedenti incarichi vi sono il comando delle Pacific Air Forces, la componente aerea dello United States Pacific Command, e quello di direttore esecutivo del Pacific Air Combat Operations Staff. Quale comandante della componente aerea per il CENTCOM, è stato responsabile dello sviluppo dei piani di contingenza e di conduzione delle operazioni aeree nell'area di responsabilità, comprendente 20 nazioni ricadenti nell'Asia centrale e sud-occidentale. In precedenza ha servito anche come vice-comandante dello United States Central Command (CENTCOM) e della MacDill Air Force Base in Florida, mentre prima ancora è stato il comandante delle Air Forces Central.
È stato inserito nel Time 100 come la personalità più influente del 2020.

## Carriera
Brown ha cominciato la sua carriera attiva nel 1985, quando gli è stato attribuito il grado di secondo tenente, distinguendosi già come graduato nel Air Force Reserve Officers Training Corps. Ha conseguito un Bachelor of Science degree in ingegneria civile alla Texas Tech University di Lubbock in Texas. È membro dello Eta Upsilon Chapter della fraternità studentesca Alpha Phi Alpha.
Nel 1994 ha ottenuto un Master's degree in scienza aeronautica dalla Embry–Riddle Aeronautical University di Daytona Beach in Florida.
Nel 2012 la Texas Tech Alumni Association ha nominato Brown come un "diplomato distinto" della Texas Tech University.

## Carriera militare
Al tempo della sua promozione a Brigadier generale, Brown era comandante della 31st Fighter Wing alla Base aerea di Aviano in Italia.
Brown ha servito in varie di posizioni di squadrone e ala aerea, inclusa un'assegnazione a istruttore di F-16 alla United States Air Force Weapons School. Tra gli incarichi degni di nota nello stato maggiore, vi sono il compito di aiutante di campo del capo di stato maggiore; di direttore del Segretariato dell'Aeronautica e di capo di stato maggiore del gruppo di azione esecutivo. Tra gli altri incarichi, vi sono quello di vice-direttore delle operazioni dello US Central Command. Ha servito anche come membro della difesa nazionale all'Institute for Defense Analyses di Alexandria in Virginia.
Brown ha comandato uno Squadrone, la United States Air Force Weapons School. e due fighter wing. In precedenza, ha servito come direttore delle operazioni della deterrenza strategica e dell'integrazione nucleare al quartier generale delle forze aeree statunitensi in Europa, in Africa e alla Ramstein Air Base in Germania. Pilota comandante, ha all'attivo più di 2900 ore di volo, comprese 130 ore di combattimento.
Il 2 marzo 2020, ne è stata annunciata la nomina, da parte del Presidente degli Stati Uniti Donald Trump, a Chief of Staff of the United States Air Force, al posto di David L. Goldfein, poi confermata il 9 giugno 2020, con voto unanime (98-0), dal Senato degli Stati Uniti. Questa conferma lo ha reso il primo afro-americano a guidare una branca delle Forze armate degli Stati Uniti.